# 安曽田豊
安曽田 豊（あそだ ゆたか、1934年（昭和9年）8月16日 - 2017年（平成29年）1月1日）は、昭和から平成時代の政治家。奈良県橿原市長。

## 経歴
奈良市出身。1954年（昭和29年）奈良県立奈良高等学校卒業。
橿原市助役を経て、1995年（平成7年）市長に当選した。3期務めた。引退後は日本会議奈良会長を務めた。